# Nuttallanthus canadensis
Nuttallanthus canadensis là một loài thực vật có hoa trong họ Mã đề. Loài này được (L.) D.A.Sutton mô tả khoa học đầu tiên năm 1988.

## Hình ảnh

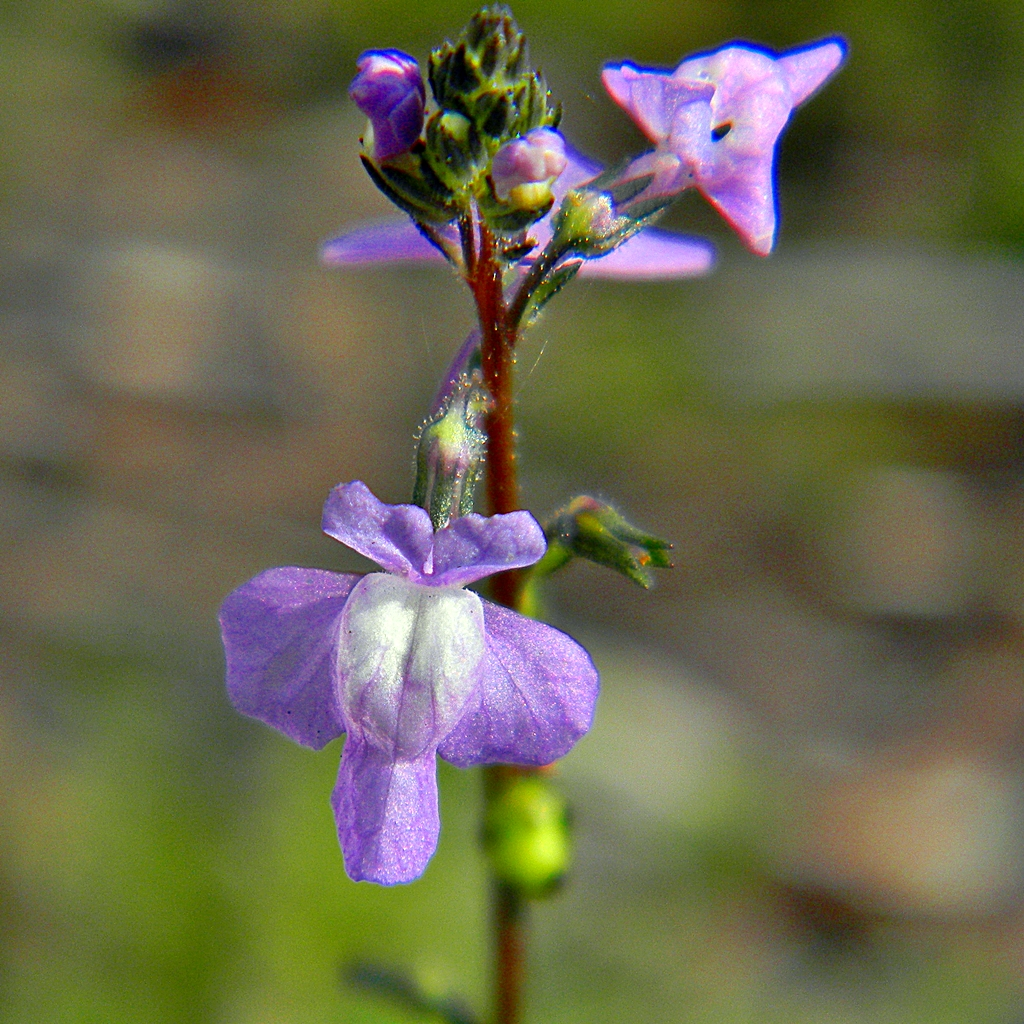
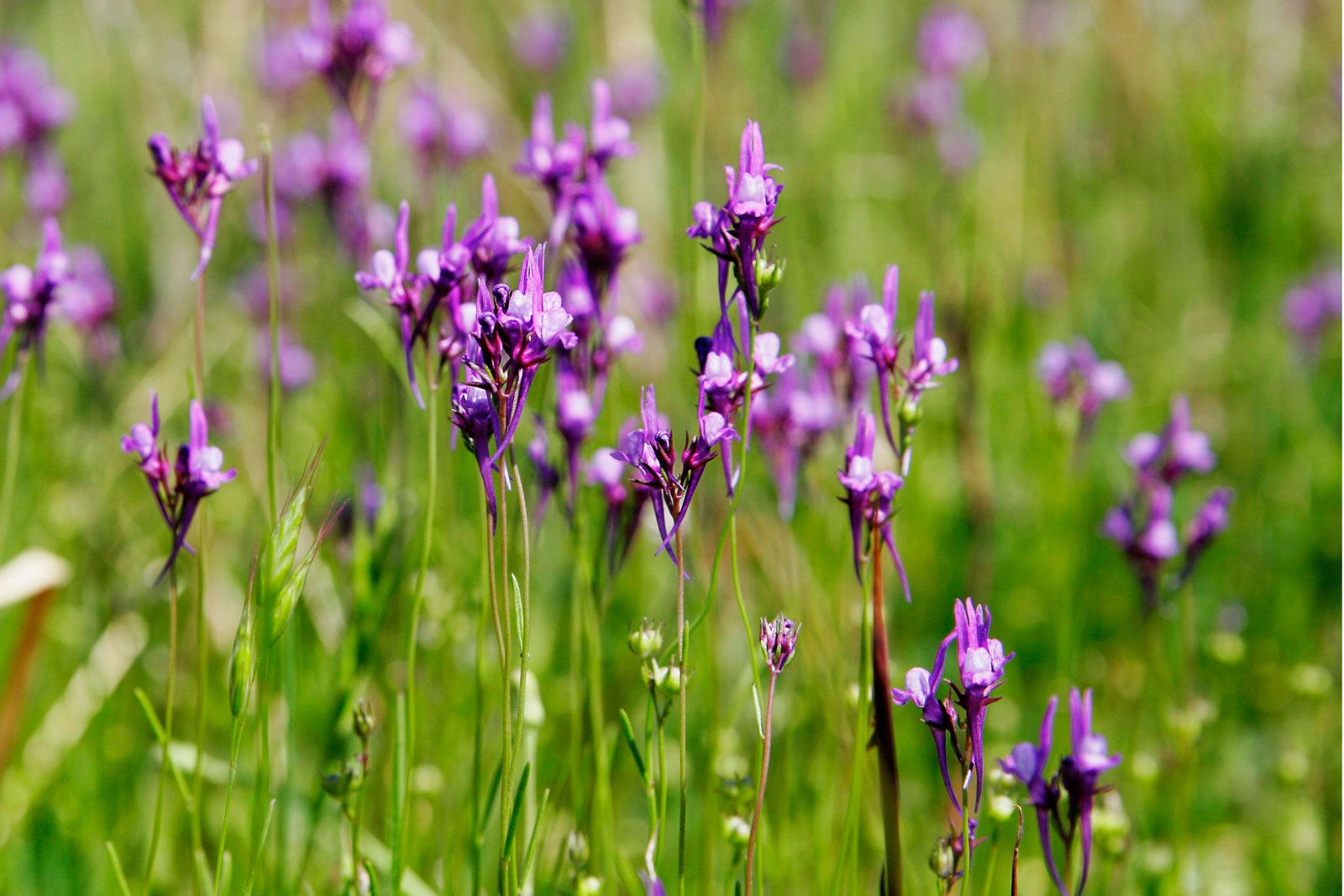
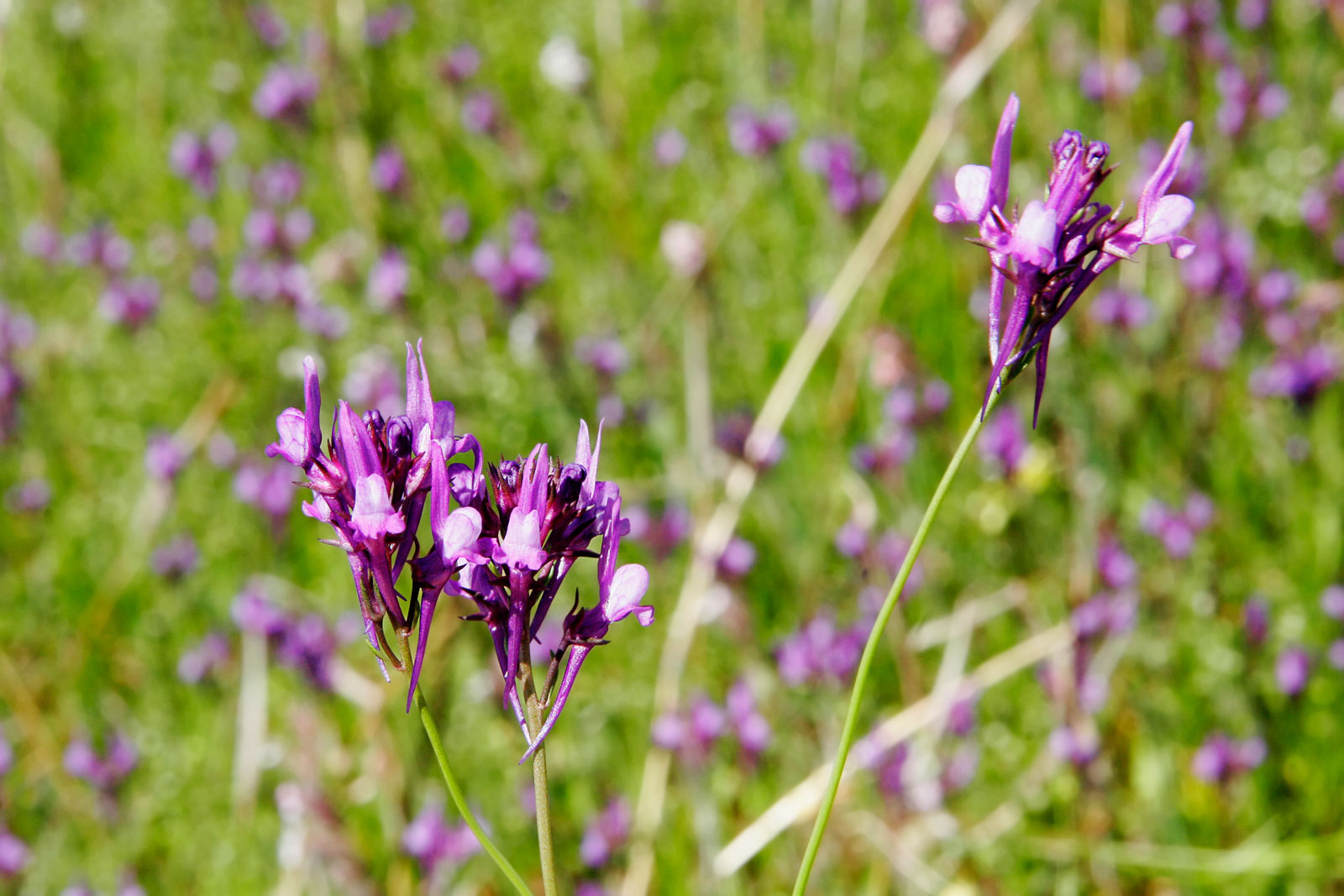
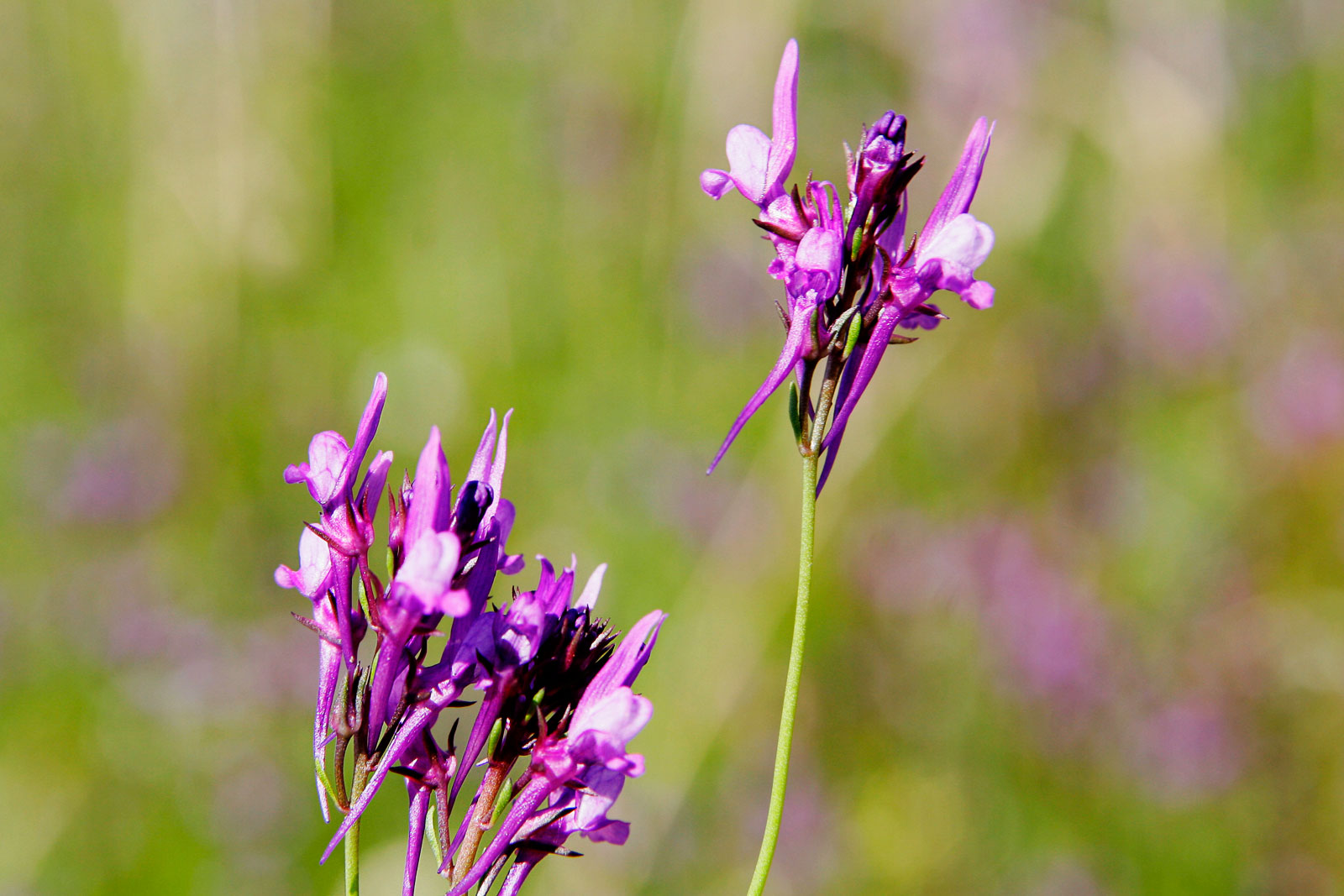